# Netley Marsh

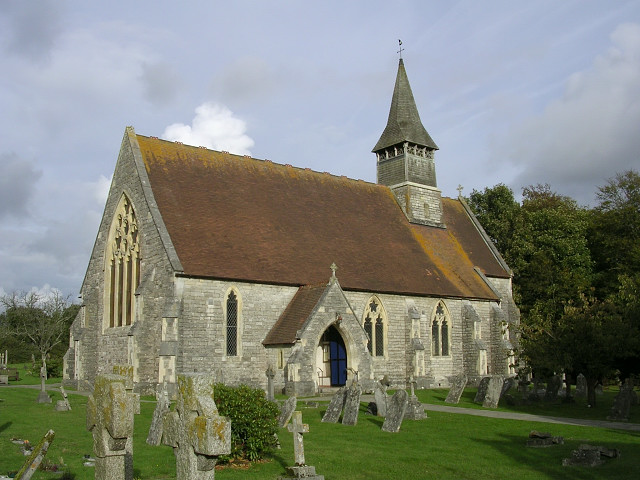
L'église Saint-Matthew.

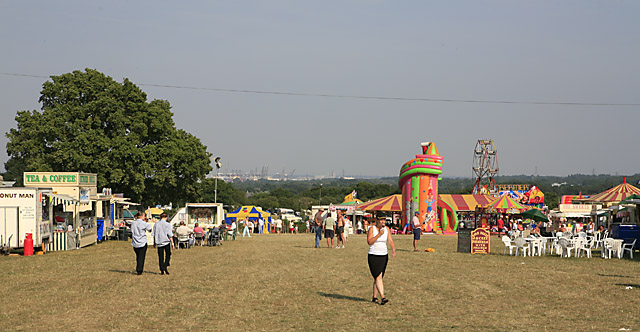
Salon de la vapeur et de l'artisanat de Netley Marsh.

Netley Marsh est un village et une paroisse civile du comté du Hampshire, près de la ville de Totton. Il se trouve dans le district de la New Forest et dans son parc national.

## Vue d'ensemble
Le marais de Netley se situe à l'ouest de Southampton. Le village se trouve sur la route A336 qui va de Cadnam à Totton. 
La paroisse est délimitée par la Bartley Water au sud et la rivière Test au nord. Le village de Woodlands se trouve au sud de la paroisse et les hameaux de  Hillstreet et Ower (principalement dans la paroisse de Copythorne) sont au nord. L'autoroute M27 traverse cette paroisse en empruntant à peu près le tracé de la voie romaine qui allait de Nursling à Cadnam.
Depuis 1971, le village accueille chaque année une fête de la vapeur et de l’artisanat, une journée consacrée aux démonstrations de véhicules à vapeur et aux tracteurs. La fête se tient en juillet de chaque année.
Netley Marsh abrite le siège de l'organisme d'aide au développement international Tools for Self Reliance qui remet à neuf et expédie des machines et des outils anciens en Afrique.

## Histoire
Netley Marsh est souvent confondu avec le « Natanleaga » décrit dans la Chronique anglo-saxonne de l’année 508, où il est rapporté que les rois anglo-saxons Cerdic et Cynric  « ont tué un certain roi britannique nommé Natanleod et cinq mille hommes avec lui » ; à la suite de quoi la terre jusqu'au gué de Cerdic s'est appelée « Natanleaga »,. Quelle que soit la vérité concernant la bataille, il est peu probable qu’il y ait eu un roi appelé Natanleod et cela a probablement été inventé pour expliquer le nom de lieu Natanleag. En fait, le nom de lieu provient probablement du vieil anglais : « naet » et « leah »  signifient "bois humide".
Netley est ensuite enregistré comme "Nateleg" en 1248. Le nom "Netley Marsh" apparaît comme tel sur les cartes de 1759.
L'église, dédiée à saint Matthieu, a été construite vers 1855 et se compose d'une nef et d'un chœur avec un clocher-tour sur le côté ouest du chœur.
À l'ouest du village, l'école réformatrice du Hampshire a ouvert ses portes en 1855. Elle a été construite dans le but de récupérer les mineurs délinquants, elle pouvait héberger 60 garçons. L'établissement a fermé en 1908. 
La paroisse civile de Netley Marsh était l’une des paroisses de l’ancienne paroisse de  Eling de 1894. 
Le village a subi des dégâts pendant la Seconde Guerre mondiale, quand un jour de 1942, un avion ennemi a lancé des bombes sur l’église et sur Woodlands Road, causant la mort de trois personnes.

### Tatchbury
À un mile au nord de Netley Marsh se trouve l'ancien site de Tatchbury qui date de l'Âge du fer, un Hill fort, une colline fortifiée appelée localement Tatchbury Mount. Des bâtiments hospitaliers ont été construits mais on peut encore voir les contours du fort.
À côté du fort et de la colline se trouve l'ancien manoir de Tatchbury. Son histoire remonte au Xe siècle, quand un hide et demi de terrain et Slackstead ont été donnés à Hyde Abbey (près de Winchester) pour sa fondation en 903 par Édouard le Vieux. 
Le Domesday Book fait référence à un autre demi-hide donné à l'abbaye après 1066 par le shérif Edsi.
L’abbé et le couvent ont manifestement tenu le manoir du XIIe au XIIIe siècle ; un loyer pour Litchfield et Tatchbury était inclus dans les propriétés de l'abbaye au moment de la Dissolution.
Un autre domaine à Tatchbury est enregistré au XIIIe siècle, il pourrait avoir été le noyau du manoir qui a été créé en 1316 par Elias Baldet et où John Romsey est mort en 1494, le tenant du waren de Winchester College. 
La famille Oviatt a occupé le manoir pendant une grande partie des XVIIe et XVIIIe siècles, avant de le céder à la famille Wake qui l'a détenu jusqu'à la fin du XIXe siècle.
Aujourd'hui, le manoir de Tatchbury est principalement un édifice victorien en brique qui intègre une partie de l'ancien manoir du XIIIe siècle,.